# 佛陀扇多
佛陀扇多（ぶっだせんた、梵語:Buddhaśānta、生没年不詳）は、続高僧伝などに登場する中国北魏の律宗の僧侶である。北インド出身。十地経論の翻訳に携わった。覚定とも称される。摂大乗論（仏陀扇多訳2巻、真諦訳3巻、玄奘三蔵訳3巻、達磨笈多訳）などの翻訳に携わる。